# Göteborgs Korsettfabrik

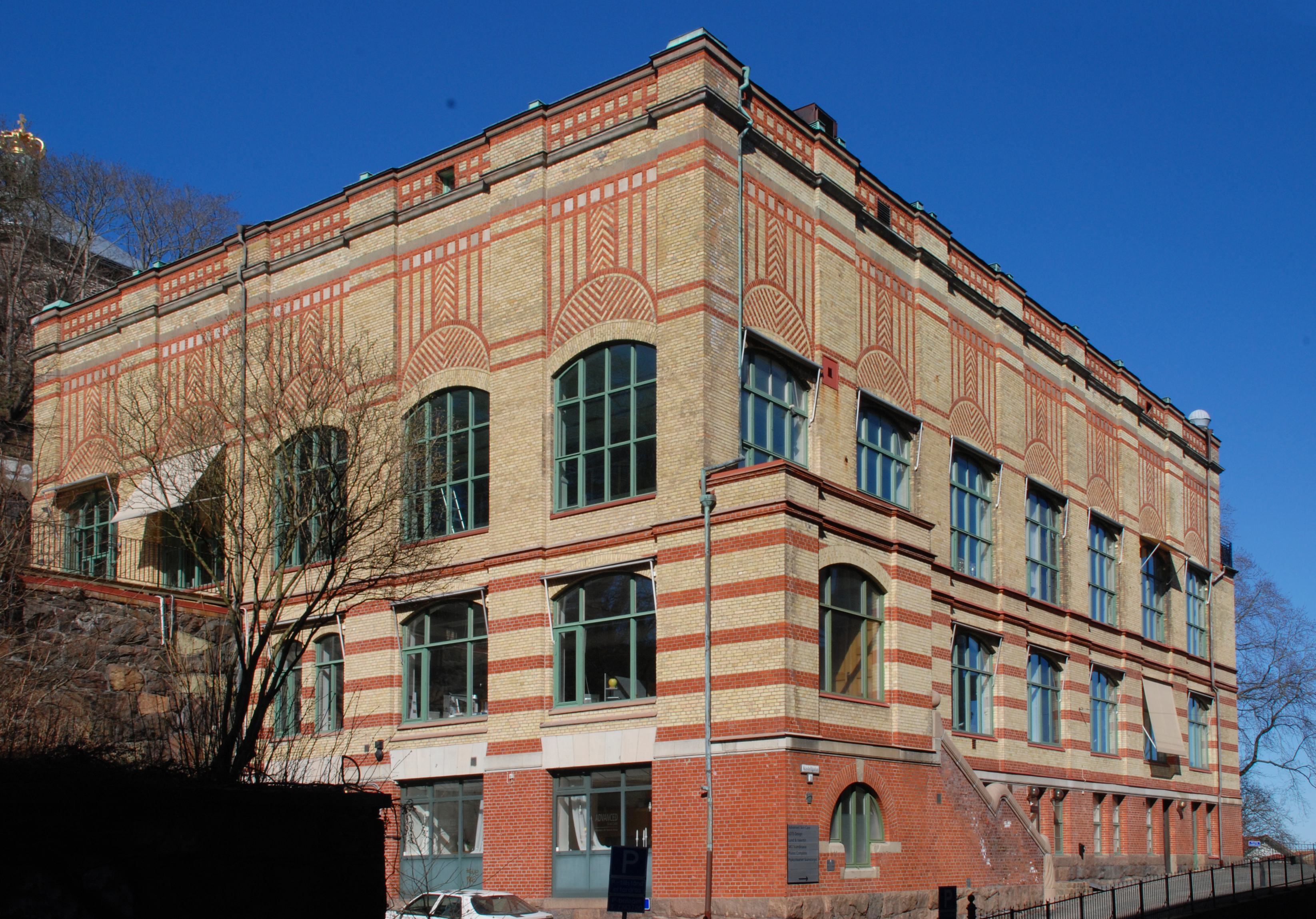
Göteborgs korsettfabrik vid Kastellgatan 1.

Göteborgs Korsettfabrik, oftast bara Korsettfabriken, är en byggnad där korsetter tillverkades 1898–1960, vid Kastellgatan 1 i stadsdelen Kommendantsängen i Göteborg.

## Bakgrund
En snabb industrialisering av Göteborg inleddes på 1800-talet. Staden hade så långt främst varit präglad av handel och sjöfart, men vid seklets slut hade Göteborg utvecklats till en av rikets tre största fabriksstäder. Rosenlunds fabriker blev en av de första och mest betydande textilindustrierna, med start 1847. Små specialfabriker växte dessutom fram vid sidan av de stora. Här producerades bland annat strumpor, band, fisknät, gardiner, spetsar, kravatter, markiser, presenningar och korsetter, där merparten av de anställda var kvinnor.
Tomten Kvarteret 8:8 Skansen var egentligen avsedd för ett landshövdingehus. Byggnaden ritades av Gustaf Wickman, som var bror till ägaren August Wickman, för Konfektions AB Karlson & Starck. Fabriken uppfördes 1898 i fyra våningar på en terrass. Muren, trappor och annat byggdes i granit. Fasaderna går i rött och gult tegel med en rik mönstermurning, speciellt på den fönsterlösa, översta våningen.
Byggnaden har en närmast kubisk byggnadsvolym med öppna våningsplan burna av gjutjärnskolonner. Fasaderna fick stora stickbågiga öppningar med spröjsade fönster, då behovet av dagsljus var stort. Sysalen i översta våningen fick sitt dagsljus genom taklanterniner och där gjordes fasaderna helt slutna. Den närbelägna Skansen Kronan, präglad av Erik Dahlberghs fortifikationsarkitektur, ansluter fabriken stilmässigt till viss del till genom sin sockel och terrass av gråsten samt koppartaket. Klinkerfasaderna går i gult med geometriska mönster i rött. Vid sekelskiftet introducerades amerikanska så kallade "dagsljusfabriker," vilket här förebådades av de pilasterliknade partierna mellan de stora fönstren, murpelarna i hörnen och horisontella röda tegelband med gesimser.
En varuhiss och vacker spiraltrappa med gjutjärnsräcke var de vertikala förbindelselänkarna. Mot norr finns en rundad utbyggnad, som rymde en så kallad strykugn. På 1800-talt var fabriksägarna väl medvetna om arkitekturens symbolvärde och i reklamsyfte användes därför bilder av deras fabriker i reklamsyfte på brevpapper och varuetiketter. Fabrikbyggnadens läge på Skansbergets sluttning blev en intressant utmaning för arkitekten och var ovanligt för en fabriksanläggning.